# 麥克林冰川
71°12′S 163°27′E / 71.200°S 163.450°E
麥克林冰川是南極洲的冰川，位於維多利亞地的彭內爾海岸，流經麥肯齊冰原島峰以北，最終注入格雷夫森冰川，由新西蘭探險隊命名。